# گمینا پلاترووکا
گمینا پلاترووکا (به لهستانی:  Gmina Platerówka) یک گمینا در لهستان است که در شهرستان لوبانگ واقع شده‌است. گمینا پلاترووکا ۴۷٫۹۴ کیلومتر مربع مساحت و ۱٬۷۵۱ نفر جمعیت دارد.